# Бенкалис (район)
Бенкалис (индон. Bengkalis) — район в одноимённом округе в провинции Риау, Индонезия. Административным центром района является город Бенкалис. Занимает территорию соответствующего острова. Площадь района — 514 км².

## Основные сведения
Численность населения, по данным 2013 года, составила 76 180 чел., плотность — 148 чел./км². Соотношение полов — 105 мужчин на 100 женщин.
В том же 2013 году в районе насчитывалось 15 детских садов и 83 начальных, средних и полных школы.
71 мечеть, 5 христианских храмов и 10 буддистских.
Основа местной экономики — сельское хозяйство (растениеводство) и торговля.